# Where Is the Love?
Where Is the Love? ist die erste Single aus dem dritten Album Elephunk der Band The Black Eyed Peas und wurde 2003 veröffentlicht. Es ist zudem die erste Singleauskopplung der Band, in der Fergie mitsingt. Ebenso wird der Song von Justin Timberlake mitinterpretiert, allerdings ohne als beteiligter Künstler aufgeführt zu werden. Die Single wurde für den Grammy in den Kategorien Record of the Year und Best Rap/Sung Collaboration nominiert und sowohl 2004 bei den 46. Grammy Awards als auch 2011 beim Super Bowl aufgeführt.
Am 31. August 2016 wurde eine neue Version unter dem Titel #WHERESTHELOVE zusammen mit The World und vielen weiteren bekannten Künstlern veröffentlicht. Die Gewinne sollen in die Stiftung von will.i.am fließen, welche Bildungsprogramme fördert.

## Stil
Der Song wurde von will.i.am, Taboo, apl.de.ap, Justin Timberlake, Ron Fair, P. Board, G. Pajon Jr, M. Fratantuno und J. Curtis geschrieben. will.i.am diente dabei als Co-Produzent. Where Is the Love? ist sehr pazifistisch geschrieben. Die Black Eyed Peas klagen über verschiedene Weltprobleme wie Kriminalität oder Welthunger. Es ist auch als Anti-Irakkrieg-Lied aufzufassen.

## Musikvideo
In dem Musikvideo zu der Single wird das Thema Krieg als Leitmotiv verwendet. So werden Kinder unterschiedlichster Nationalität mit eingebunden und singen mit. Weiterhin wird mit der Frage „Wo ist die Liebe?“ ein weiteres großes Thema aufgegriffen. Dies wird im Video bildlich dargestellt, indem die Bandmitglieder Sticker verteilen, worauf sich ein großes rotes Fragezeichen befindet. will.i.am und Taboo stellen illegale Aufklärer dar, die in ihrem großen Omnibus herumfahren und illegale Radiowellen versenden, in denen sie Klartext sprechen und die Regierung anklagen. apl.de.ap ist derjenige, der die besagten Sticker verteilt und später auch von der Polizei gefasst wird. Er stellt am Ende seines Parts dem Polizisten nochmal die entscheidende Frage, nämlich „Where Is the Love?“.

## Neuaufnahme: #WHERESTHELOVE
2016 wurde Where is the Love? neu aufgenommen, darunter auch mit mehreren Künstler, die Vocalspuren beisteuerten und/oder im Video zu sehen sind:
- Connie Britton
- Lance Bass
- Jennifer Aniston
- Justin Timberlake
- Mary J. Blige
- Rosario Dawson
- Shailene Woodley
- Taye Diggs
- Kareem Abdul-Jabbar
- Quincy Jones
- Olivia Munn
- Jhené Aiko
- Krewella
- Wiz Khalifa
- Charlie Carver
- Ian Harding
- Max Carver
- Daniel Sharman
- Vanessa Hudgens
- Nikki Reed
- Jessica Szohr
- Snoop Dogg
- LL Cool J
- Kris Jenner
- Kendall Jenner
- Ty Dolla Sign
- DJ Khaled
- Jessie J
- Tori Kelly
- Jaden Smith
- u. a.

## Kommerzieller Erfolg

### Chartplatzierungen
In Deutschland stieg Where Is the Love? bis an die Spitzenposition der Singlecharts und wurde nach Weekends zum zweiten Charthit der Black Eyed Peas. Timberlake erreichte hiermit bereits zum sechsten Mal die deutschen Charts als Solokünstler, aber erstmals die Top 10 sowie die Chartspitze. Die Single hielt sich vier Wochen an der Chartspitze, elf Wochen in den Top 10 sowie 21 Wochen in den Top 100. Die Verkäufe der Neuauflage #WHERESTHELOVE werden in Deutschland dem Original hinzuaddiert, sodass seinerzeit das Original nochmals drei Wochen in den Charts vertreten war und sich Where Is the Love? somit insgesamt 24 Wochen in den Charts platzierte. In den Monaten September und Oktober 2016 platzierte sich die Single an der Chartspitze der 2000er Ausgabe in den deutschen Most-Wanted-Charts, was Where Is the Love? zum meistvertriebenen Titel des Monats aus der Dekade machte.
| ChartsChartplatzierungen       | Höchstplatzierung | Wochen |
| ------------------------------ | ----------------- | ------ |
| Deutschland (GfK)              | 1 (24 Wo.)        | 24     |
| Österreich (Ö3)                | 1 (33 Wo.)        | 33     |
| Schweiz (IFPI)                 | 1 (21 Wo.)        | 21     |
| Vereinigte Staaten (Billboard) | 8 (25 Wo.)        | 25     |
| Vereinigtes Königreich (OCC)   | 1 (24 Wo.)        | 24     |

| ChartsChartplatzierungen     | Höchstplatzierung | Wochen |
| ---------------------------- | ----------------- | ------ |
| Schweiz (IFPI)               | 41 (1 Wo.)        | 1      |
| Vereinigtes Königreich (OCC) | 47 (1 Wo.)        | 1      |

| ChartsJahrescharts (2003)    | Platzierung |
| ---------------------------- | ----------- |
| Deutschland (GfK)            | 8           |
| Österreich (Ö3)              | 10          |
| Schweiz (IFPI)               | 2           |
| Vereinigtes Königreich (OCC) | 1           |

### Auszeichnungen für Musikverkäufe
| Land/Region                  | Auszeichnungen für Musikverkäufe (Land/Region, Auszeichnung, Verkäufe) | Verkäufe  |
| ---------------------------- | ---------------------------------------------------------------------- | --------- |
| Australien (ARIA)            | 4× Platin                                                              | 280.000   |
| Belgien (BRMA)               | Gold                                                                   | 25.000    |
| Brasilien (PMB)              | Platin                                                                 | 60.000    |
| Dänemark (IFPI)              | 2× Platin                                                              | 180.000   |
| Deutschland (BVMI)           | 5× Gold                                                                | 750.000   |
| Italien (FIMI)               | 2× Platin                                                              | 200.000   |
| Neuseeland (RMNZ)            | 5× Platin                                                              | 150.000   |
| Norwegen (IFPI)              | Platin                                                                 | 10.000    |
| Schweden (IFPI)              | Platin                                                                 | 20.000    |
| Spanien (Promusicae)         | Platin                                                                 | 60.000    |
| Vereinigte Staaten (RIAA)    | 5× Platin                                                              | 5.000.000 |
| Vereinigtes Königreich (BPI) | 4× Platin                                                              | 2.400.000 |
| Insgesamt                    | 2× Gold · 28× Platin ·                                                 | 9.135.000 |

Hauptartikel: The Black Eyed Peas/Auszeichnungen für Musikverkäufe